# Colección de Arte Amalia Lacroze de Fortabat

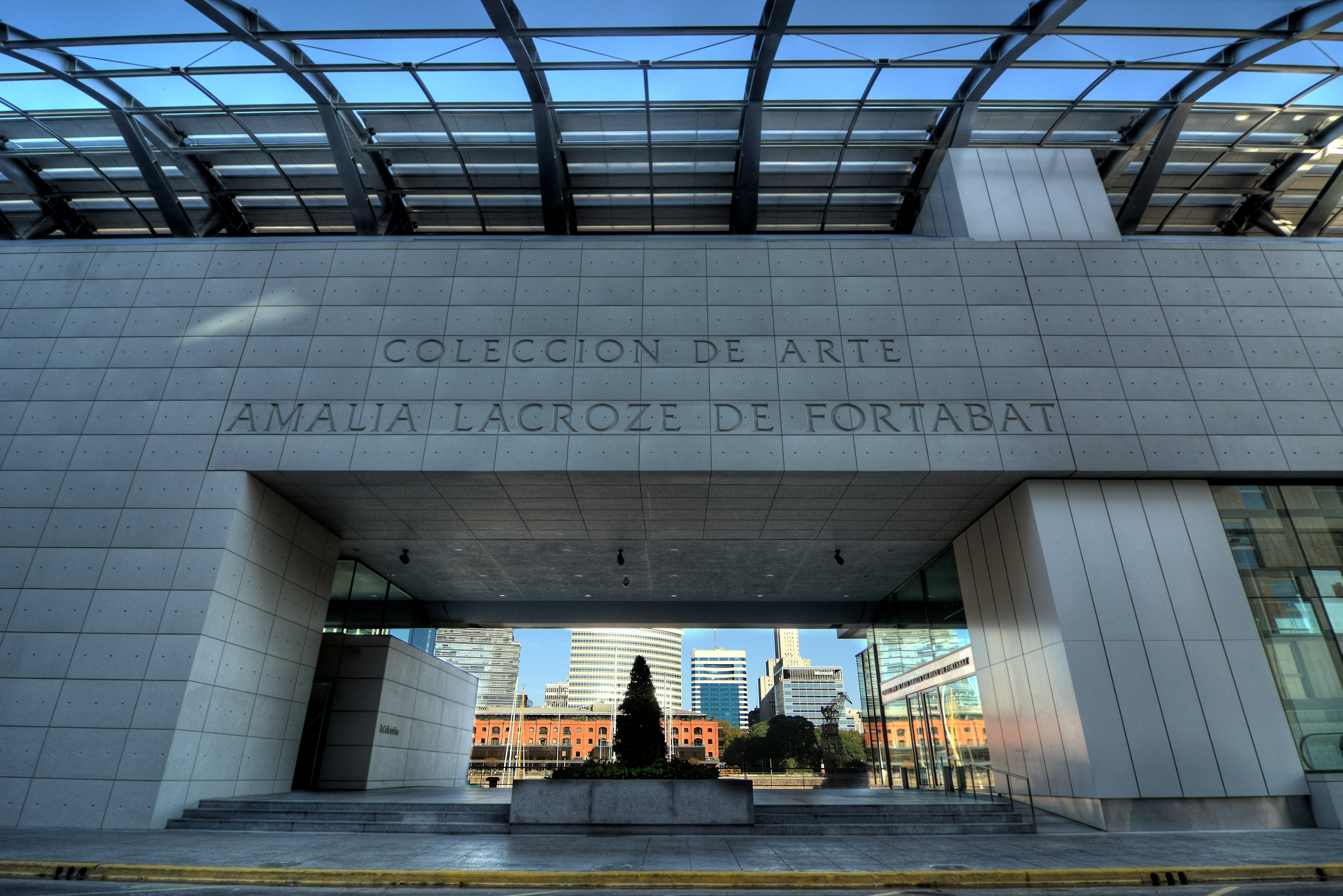
Das Museum Fortabat in Puerto Madero

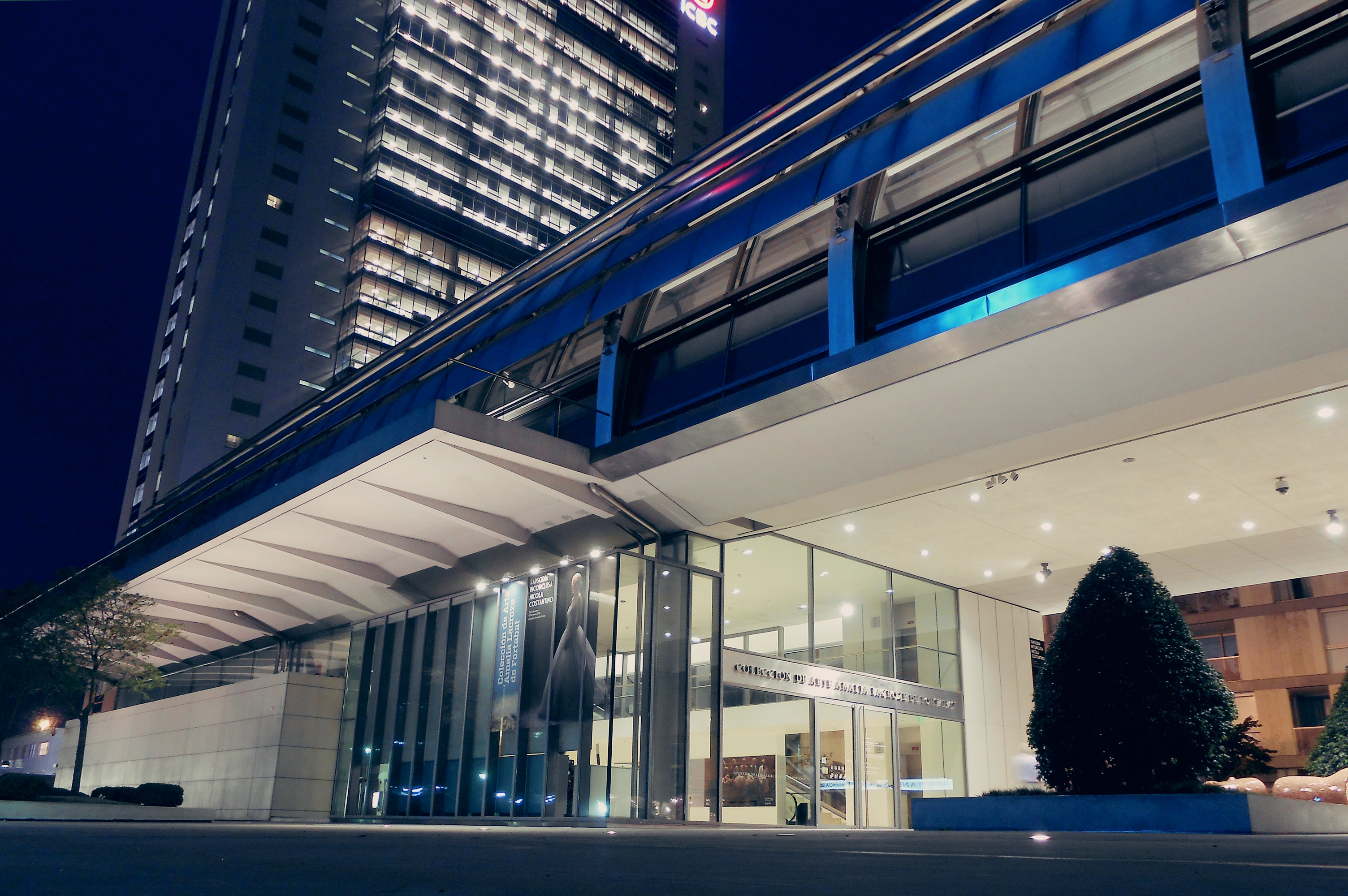
Das Museum bei Nacht

Die Collección de Arte Amalia Lacroze de Fortabat ist ein Museum der Bildenden Künste in der argentinischen Hauptstadt Buenos Aires, hervorgegangen aus einer Privatsammlung. Es befindet sich im ehemaligen Hafenviertel Puerto Madero.

## Überblick
Die Gründung geht auf eine Initiative von María Amalia Lacroze de Fortabat zurück. Fortabat war lange Zeit Vorsitzende und Hauptaktionärin von Loma Negra, der größten Zementfabrik in Argentinien. Sie stellte einen großen Teil ihrer umfangreichen Kunstsammlung für das Museum zur Verfügung und beauftragte den uruguayischen Architekten Rafael Viñoly mit dem Bau des Gebäudes.
Die Arbeiten an dem zweistöckigen, aus Glas, Stahl und Beton bestehenden, modernen Bauwerk begannen 2002. Es wurde am 22. Oktober 2008 eröffnet. Das Museum liegt am Ende des nördlichsten Hafenbeckens im Stadtteil Puerto Madero. Auf 6000 m² sind zwei Ausstellungsräume, eine Bibliothek, ein Auditorium, Büros und ein Café-Restaurant mit Blick auf die renovierten Hafenspeicher untergebracht. Zum Zeitpunkt der Eröffnung beinhaltete die Sammlung rund 230 Werke, aufgeteilt auf sieben Galerien.
Architektonisches Highlight ist das Dach, dessen mobile Sonnensegel aus Aluminium sich je nach Stand der Sonne öffnen oder schließen. Dieses Dach war ein spezieller Wunsch von Fortabat, die dazu sagte: „Ich wollte schon immer gleichzeitig die Sterne und die Gemälde sehen können.“
Zu den ausgestellten Künstlern gehören Argentinier wie Prilidiano Pueyrredón, Benito Quinquela Martín, Emilio Pettoruti, Lino Enea Spilimbergo, Xul Solar und Europäer wie Marc Chagall, Roberto Matta, Salvador Dalí, Gustav Klimt,  William Turner und Auguste Rodin. Eine eigene Galerie ist dem argentinischen Maler Antonio Berni vorbehalten, eine weitere Porträts der Familie Fortabat.